# 大洗矶前神社
大洗矶崎神社是位于茨城县大洗町的神社。《延喜式神名帐》上记载为式内社（名神大社）。旧社格曾为国币中社，现为神社本厅的别表神社。

## 概述
大洗矶前神社位于茨城县东部面向太平洋的海岸山丘上。与位于那珂川对岸，常陆那珂市的酒列矶前神社有着密切的联系，两家神社形成了一份信仰。

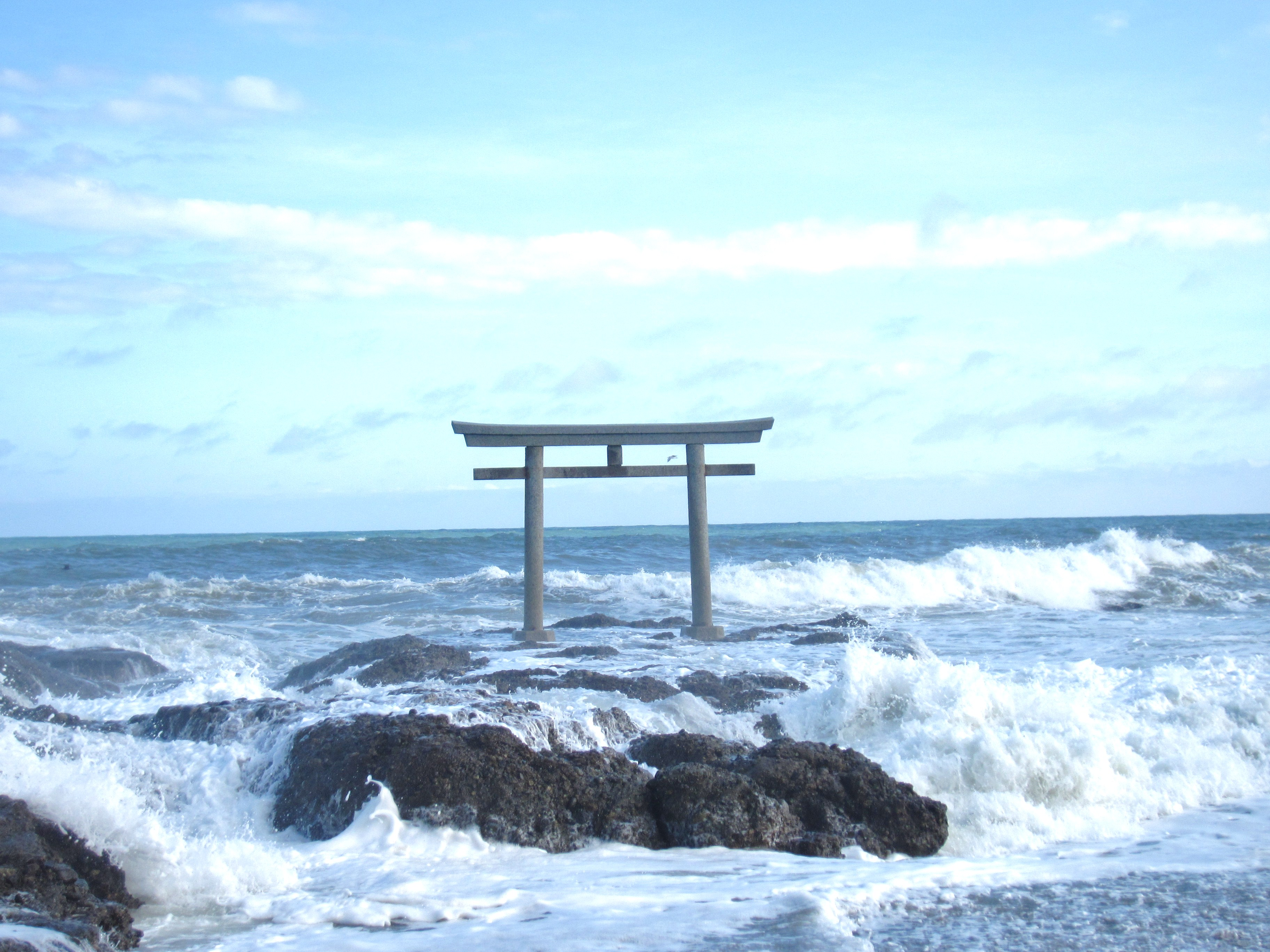
神矶的鸟居
传说中是两位祭神的降临之地

它在中世纪被战争摧毁，到近代由身为水户藩主的德川光国与德川纲条主持进行了重建。本社、参拜殿和随身门被指定为茨城县以及大洗町的文化财产。除此之外，建在海岸上的“神矶的鸟居” 也因每年元旦的日出而闻名。

## 祭神

### 主神
- 大己贵命

又称大国主命。据说他为了兴建日本国，降临到了神社境前岸边的岩石上。

### 副神
- 少彦名命

是酒列矶前神社祭神的分身。与大己贵命一同兴建了日本。
由于大己贵命和少彦名命两位神一起出现在《古事记》、《日本书纪》、《风土记》等神话中，因此除了大洗矶前神社，还有其他的一些神社将这两位神明一同祭祀。此外，该社还将大己贵命视作是七福神中的大黑天。

## 历史

### 成立
据《日本元德天皇实录》记载，齐衡3年（856年），神明降临在常陆国鹿岛郡的大洗的岸边。
常陸国上言。鹿嶋郡大洗磯前有神新降。初郡民有煮海為塩者。夜半望海。光耀属天。明日有両怪石。見在水次。高各尺許。体於神造。非人間石。塩翁私異之去。後一日。亦有廿餘小石。在向石左右。似若侍坐。彩色非常。或形像沙門。唯無耳目。時神憑人云。我是大奈母知少比古奈命也。昔造此国訖。去徃東海。今為済民。更亦来帰。

ある夜、製塩業の者が海に光るものを見た。次の日、海辺に二つの奇妙な石があった。両方とも一尺ほどだった。さらに次の日には20あまりの小石が怪石の周りに侍坐するように出現した。怪石は彩色が派手で、僧侶の姿をしていた。神霊は人に依って「われは大奈母知（おおなもち）・少比古奈命（すくなひこなのみこと）である。昔、この国を造り終えて、東の海に去ったが、今人々を救うために再び帰ってきた」と託宣した。
 — 『日本文徳天皇実録』斉衡3年12月戊戌条
此后，大己贵命（大奈母知）与少彦名命（少比古奈命）被分别祭祀于大洗和酒列，成为了两社创建的开端。

### 概史
在平安时代的中期所著的《延喜式神名帐》上被记载为“常陆国鹿岛郡 大洗矶前药师菩萨明神社”，位列名神大社之一。
永禄年间（1558年-1570年）曾因战乱而荒废。到近代的元禄3年（1690年），由水户藩的第二代藩主·德川光国提起重建，并于第三代藩主·德川纲条的时期完成了现在的主殿、礼拜堂和随身门的建造。

### 神阶
- 天安元年8月7日（857年8月30日）、被授予官社的名号（出自《日本文德天皇实录》）
- 天安元年10月15日（857年11月5日）、被授予“药师菩萨名神”之号（出自《日本文德天皇实录》）

## 主要年中祭典

### 定期举行
- 月次祭 （毎月1日・15日）

### 1月
- 日出奉拜仪式（1月1日）
- 岁旦祭（1月1日）

### 2月
- 节分祭驱鬼仪式（2月3日）
- 纪元祭（2月11日）
- 祈年祭（2月17日）
- 军舰那珂慰灵祭（2月17日）
- 天长祭（2月23日）
- 清良神社例祭（旧历二月初一）

### 3月
- 春分祭（3月21日）
- 春季慰灵祭（3月21日）
- 末社合并奉斋殿例祭（含八幡宫祭、水神社祭、大杉神社祭）（3月28日）

### 4月
- 太太神乐祭（4月第二个星期日）
- 昭和祭（4月29日）
- 御岳神社祭（4月29日）

### 5月
- 茶釜稻荷神社祭

### 6月
- 大祓式・穿越茅轮神事（6月30日）

### 8月
- 末社合并奉斋殿例祭（含大神宫祭・静神社祭・水天宫祭）（8月12日）
- 例大祭与八朔祭（8月25日）

### 9月
- 秋分祭（9月23日）

### 10月
- 神尝奉祝祭（10月17日）
- 献馔讲献谷祭（10月17日）
- 菊花节（10月25日至11月23日）

### 11月
- 明治祭（11月3日）
- 秋季神事有贺祭・虫切祈愿祭（11月11日）
- 七五三儿童祭（11月15日）
- 新尝祭（11月23日）
- 与利几神社例祭（旧历十一月十八日）

### 12月
- 御煤取神事（12月24日）
- 暮市（12月26日）
- 跨年大祓式（12月31日）
- 除夜祭（12月31日）

## 所属文化财产

### 茨城县指定有形文化财产
- 主殿/礼拜堂 —— 于1970年被指定。
- 太刀（铭 近则）—— 制作于江户时代嘉永5年（1852年）。于1990年被指定[2] 。

### 大洗町指定有形文化财产
- 随身门

## 当地信息

### 所在地
- 茨城县东茨城郡大洗町矶滨町6890

### 附属设施
- 大洗海洋博物馆[3]

### 交通路线[4]
- 铁路
  - 最近车站：鹿岛临海铁道大洗鹿岛线大洗站
    - 步行：约40分钟
    - 巴士：由大洗站乘坐大洗海游号（大洗町循环巴士）在“大洗矶前神社”巴士站下车（时长约15分钟）
    - 自行车：车站附近可租赁自行车
- 公共汽车
  - 从水户站（JR东日本常磐线等）乘坐茨城交通巴士50号在“大洗矶前神社”巴士站下车（时长约30分钟）
- 汽车
  - 最近的是东水户道路的水户大洗交流道 。神社附近有停车场。

### 附近景点
- 大洗海岸（日语：大洗海岸）
- 大洗水族馆（日语：アクアワールド・大洗）[5]

## 脚注/来源（日文）
1. ↑  大洗、「神磯の鳥居」いわば危険／町、立ち入り禁止検討も／水難相次ぎ2人死亡 （页面存档备份，存于）茨城新聞クロスアイ（2018年2月12日配信）2019年2月6日閲覧。
2. ↑  太刀（銘近則） （页面存档备份，存于）（茨城県教育委員会）。
3. ↑  . 大洗磯前神社.   [2022-07-18]. （原始内容存档于2022-07-18） （日语）.
4. ↑  . 大洗磯前神社.   [2022-07-19]. （原始内容存档于2022-01-19） （日语）.
5. ↑  . www.aquaworld-oarai.com.   [2022-07-18]. （原始内容存档于2022-09-18）.

## 相关书籍（日文）
- 安津素彦・梅田義彦編集兼監修者『神道辞典』神社新報（日语：神社新報）社、1968年、15頁
- 白井永二（日语：白井永二）・土岐昌訓編集『神社辞典』東京堂出版（日语：東京堂出版）、1979年、65頁
- 上山春平他『日本「神社」総覧』新人物往来社（日语：新人物往来社）、1992年、68-69頁
- 『神道の本』学研、1992年、213頁

## 相关项目
- 药祖神